# Turliki

Koncert chóru "Turliki" w Wielkanoc 2009 roku.

Turliki, Podhalańskie Stowarzyszenie Śpiewacze „Turliki” – góralski chór młodzieżowo-dziecięcy, utworzony w roku 1997.
W jego składzie śpiewają głównie dziewczęta, w wieku od lat 5 do 25. Prowadzony jest przez mgr Ewę Sterczyńską; zajęcia z emisji głosu prowadzi prof. dr hab Elżbieta Wtorkowska, a Maria Gąsienica-Gładczan i Agnieszka Gąsienica-Giewont prowadzą zajęcia regionalne, śpiew i taniec członków zespołu. Chór wykonuje głównie utwory regionalne, charakterystyczne dla regionu zakopiańskiego i śpiewa w gwarze góralskiej. Koncertował w kilku krajach Europy, w tym także w Watykanie; w Polsce brał także udział kongresie Polskiej Federacji Pueri Cantores; w 2006 nagrał m.in. płytę z góralskimi kolędami.
Pierwszy występ 160-osobowego chóru pod dyrekcją Ewy Sterczyńskiej miał miejsce 6 czerwca 1997 podczas mszy świętej na stadionie pod Wielką Krokwią w Zakopanem z udziałem papieża Jana Pawła II. Zaśpiewał wówczas w pieśń "Syćka se Wom zycom" (adaptację wiersza Heleny Bachledy-Księdzularz na melodię podhalańskiej nuty "Pod
jaworem"), która od tego czasu często towarzyszyła spotkaniom papieża z Polakami.
Utwór ten wykorzystany został później w roku 2004 spocie Ligi Polskich Rodzin przed wyborami do Parlamentu Europejskiego. Ewa Sterczyńska w imieniu Stowarzyszenia zgłosiła w związku z tym do prokuratury wniosek przeciw LPR o naruszenie praw autorskich do utworu. Przed sądem Stowarzyszenie domagało się odszkodowania oraz zadośćuczynienia 20 tys. zł za naruszenie dóbr osobistych, uzasadniając swoje roszczenie argumentem, że dzieci śpiewały w jej chórze dla papieża, a nie dla LPR. W wyniku procesu sądowego, który zakończył się we wrześniu 2008 prawomocnym wyrokiem przed Sądem Apelacyjnym w Warszawie, LPR miał przeprosić Ewę Sterczyńską za bezprawne wykorzystanie utworu i zapłacić jej 5 tys. złotych zadośćuczynienia.